# Félin au Sri Lanka

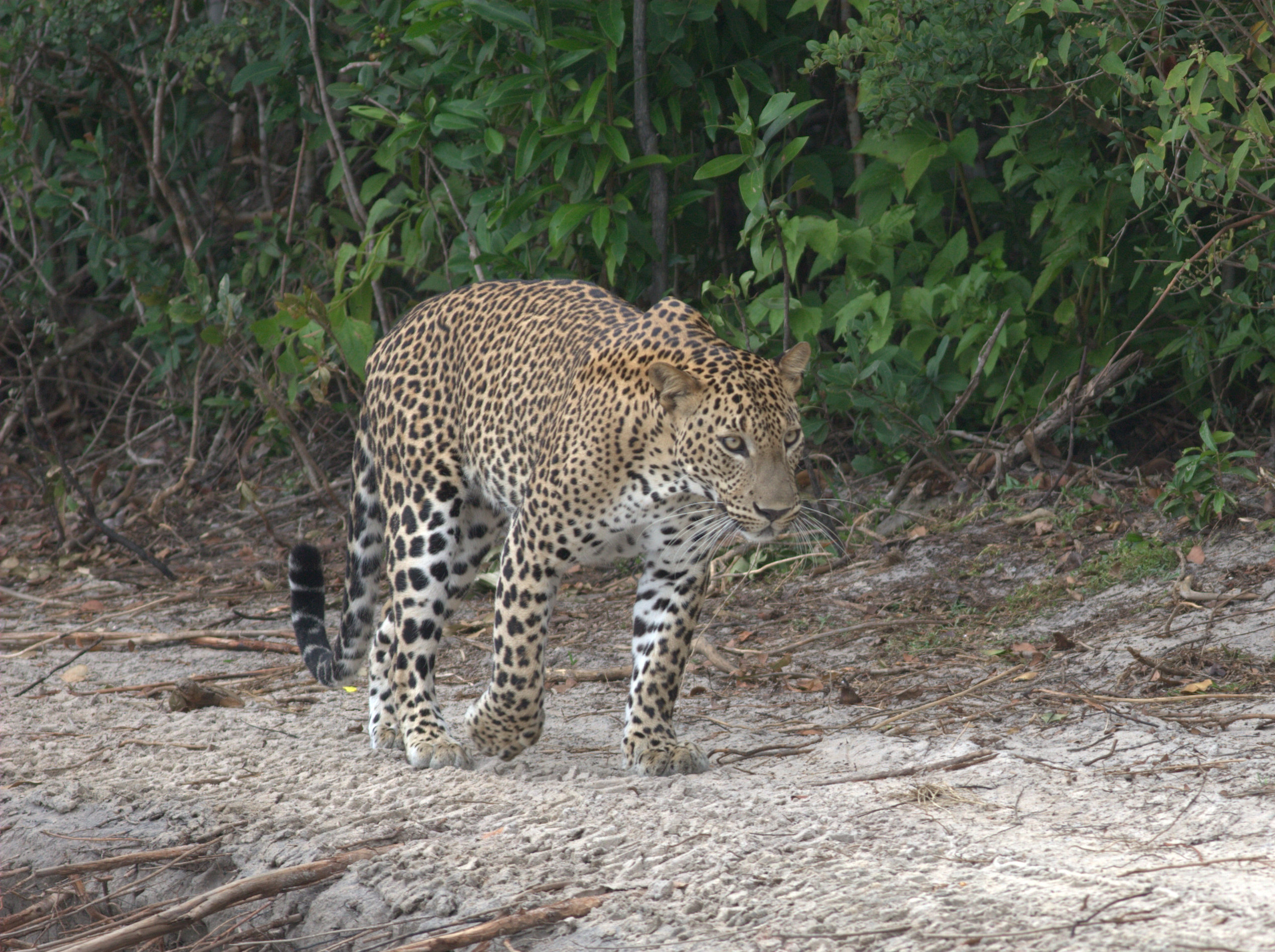
Le Léopard du Sri Lanka est l'espèce de félins emblématique du pays.

Le Sri Lanka est un pays accueillant quatre espèces de félins sauvages et le chat domestique. Le Léopard du Sri Lanka, Panthera pardus kotiya, est une sous-espèce de léopard qui se trouve uniquement dans ce pays.

## Espèces

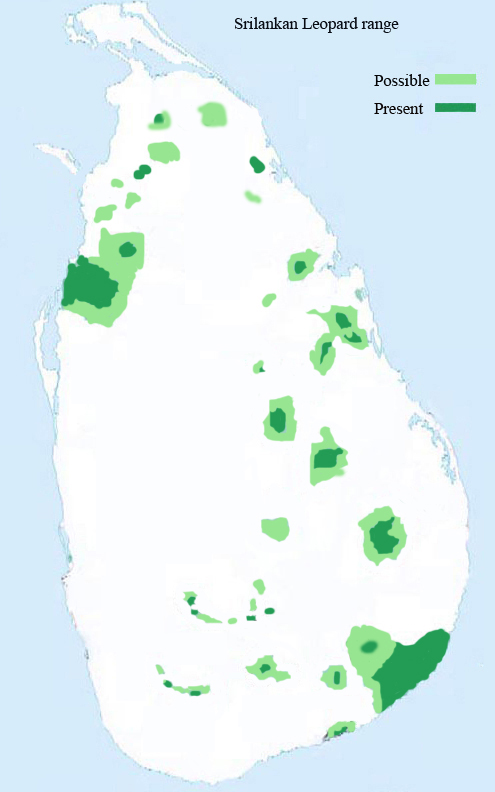
Aire de distribution du Léopard du Sri Lanka.

Selon l'Union internationale pour la conservation de la nature, l'aire de répartition de quatre espèces de félins sauvages recouvre le Sri Lanka : le Léopard du Sri Lanka (Panthera pardus), le Chat pêcheur (Prionailurus viverrinus), le Chat rubigineux (Prionailurus rubiginosus) et le Chaus (Felis chaus).
Les trois espèces de petits félins sauvages présentes sur l'île sont moins étudiées et leur statut de protection fluctuant reflète ce manque de connaissances,.

### Léopard du Sri Lanka
Le Léopard du Sri Lanka (ou Panthère de Ceylan) représente une sous-espèce, Panthera pardus kotiya. En raison de nombreuses recherches scientifiques, l'écologie et le statut de ce félin sont bien connus. Sa population est estimée à 700 à 950 individus par l'UICN en 2016 et cette sous-espèce est considérée comme en danger d'extinction.

### Chat rubigineux

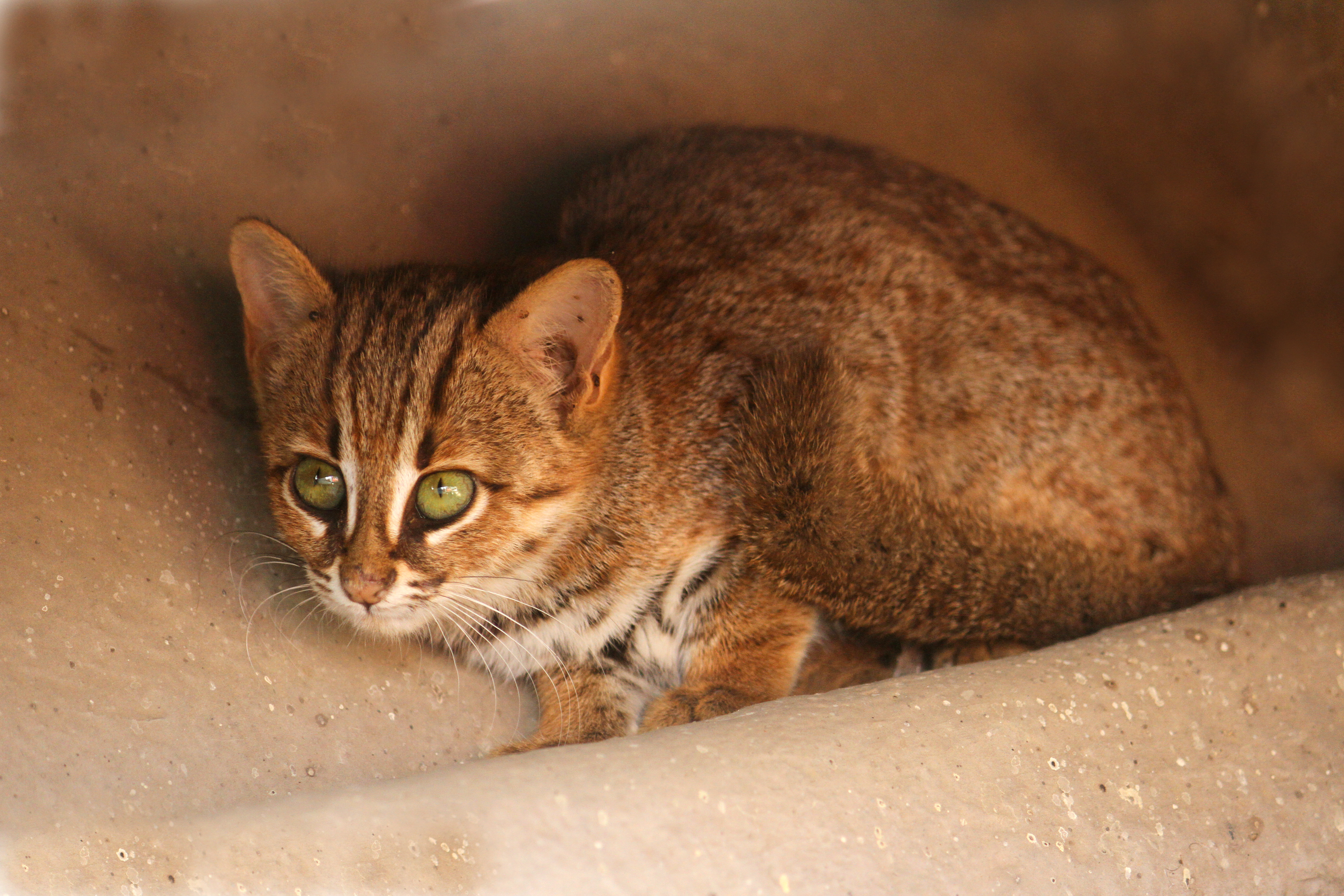
Chat rubigineux.

Très peu d'informations sont connues sur la distribution du Chat rubigineux. L'existence de deux sous-espèces sur l'île, Prionailurus rubiginosus phillipsi et  Prionailurus rubiginosus koladivius, est encore incertaine. P. r. phillipsi comprendrait les populations situées dans la zone de forêt humide de l'île, dont la robe présenterait des taches rondes et pleines de couleur marronâtre ou rousse. P. r. koladivius serait présente dans les zones de plaines sèches, son pelage serait caractérisé par des marques dorsales très foncées, des taches pleines marron foncée et une tête sombre.
Lors d'une étude réalisée sur le terrain de 2015 à 2017, la présence du Chat rubigineux a été confirmée dans le parc national de Wilpattu, dans les hauts plateaux du centre de Sri Lanka, près du parc national de Gal Oya, de Dehigahaela et de Dunumadallawa. Les pièges photos ont montré une activité essentiellement nocturne. La couleur de la robe observée varie. Les individus aux marques plus sombres sont présents dans les zones humides, ceux aux marques rousses sont plutôt dans les aires sub-montagnardes et les individus les basses terres sèches ont une robe plus variée. Cette étude montre une présence plus commune du Chat rubigineux par rapport aux deux autres félinés sri-lankais.

### Chat pêcheur
Lors d'une étude réalisée sur le terrain de 2015 à 2017, la présence du Chat pêcheur a été confirmée près de Ritigala, Gal Oya, Dehigahaela, Dunumadallawa et dans les hauts plateaux du centre de Sri Lanka. L'ensemble des pièges photographiques se sont déclenchés la nuit. La présence dans le parc national de Gal Oya et le parc national de Wilpattu est également documentée.

### Chaus
Lors d'une étude réalisée sur le terrain de 2015 à 2017, la présence du Chaus a été détectée à seulement deux reprises dans le parc national de Gal Oya et Gal Oya Lodge. Le Chaus est un félin préférant les lieux ouverts de broussailles ou de prairies, habitat peu représenté sur l'île, ce qui peut expliquer sa faible présence au Sri Lanka.